# براهمنه‌ها

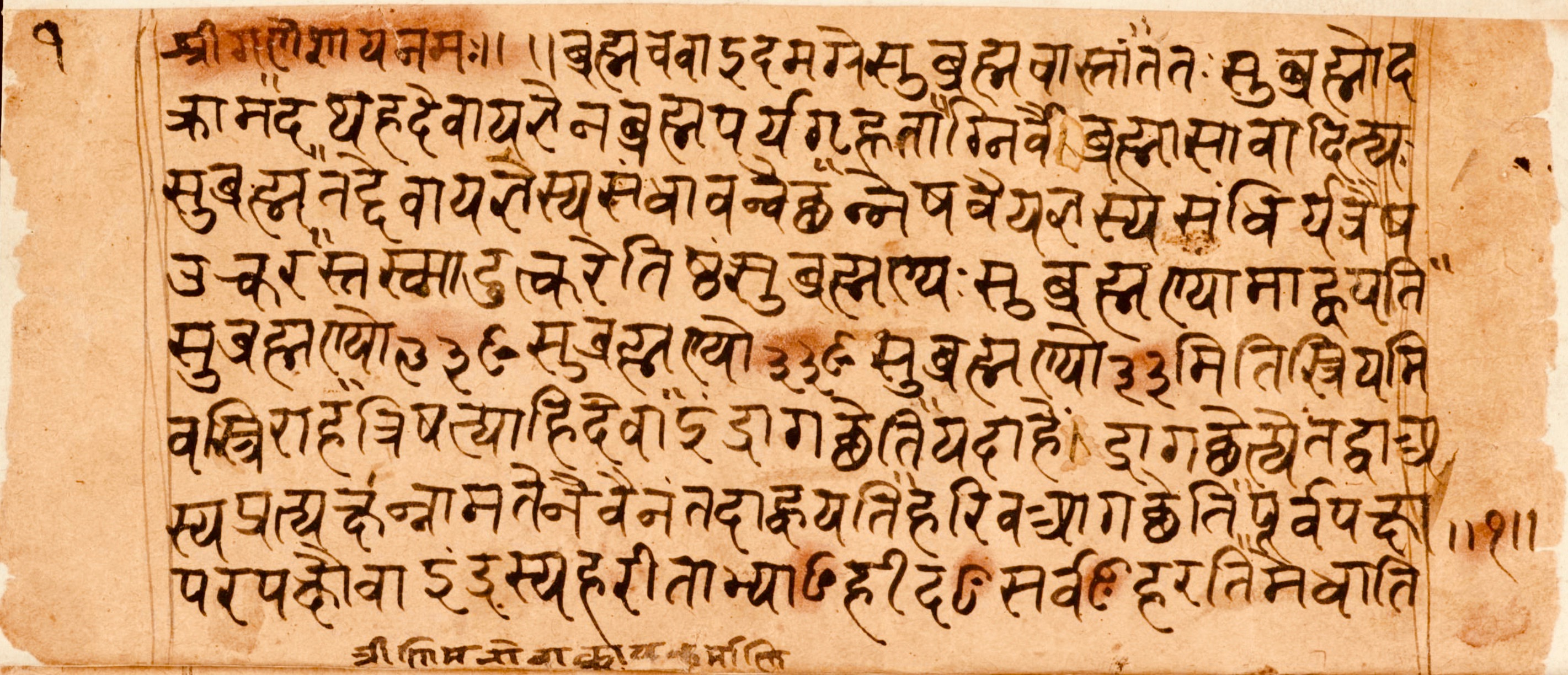
نمایی از یک‌صفحهٔ خطی قرن هفدهمی از سادویمشا برهمانا، یک مکمل پانکاویشا-براهمانا (سنسکریت، دواناگاری). این اثر در ساماودا جاسازی شده‌است. (۱۶۳۶ میلادی)

بْراهْمَنَه‌ها (سانسکریت: ब्राह्मणम्) بخشی از ادبیات هندویی شروتی هستند و تفسیرهایی بر چهار ودا را تشکیل می‌دهند که جزئیات اجرای صحیح آیین‌ها در آن‌ها توضیح داده شده‌است.
براهمنه‌ها مجموعه نوشته‌های پرحجمی است که در مدتی طولانی (۸۰۰ تا ۳۰۰ ق.م) به هر یک از وِداهای چهارگانه ضمیمه گردیده‌است، از این رو جزء متون ودایی (در معنای عام کلمه) به‌شمار می‌رود. رگ وده دارای دو براهمنه و یجوروده، سامه‌وده، واتهروه‌وده به ترتیب دارای دو، هشت و یک براهمنه‌اند. 
براهمنه‌ها، چنان که نامیده شده‌اند، برای راهنمایی برهمنان در انجام صحیح مناسک و آیین‌های نیایشی فراهم آمده‌است. در این متون با شرح و تفصیل فراوان به جزئیات مربوط به این مناسک پرداخته و معانی رمزی آن‌ها را توضیح داده‌اند.
علاوه‌براین، در براهمنه‌ها، که در میان متون غیر شعری سانسکریت قدیمی‌ترین به‌شمار می‌آید، نمونه‌های چکیده‌واری از اساطیر متون بعدی هندویی (مانند پورانه‌ها) به چشم می‌خورد که همین‌ها بعداً گسترش یافته‌اند.